# 盛田志
盛田 志（もりた こころ、1993年5月19日 - ）は、クイーンズランド大学ラグビークラブに所属するラグビー選手。

## プロフィール
- 大阪府寝屋川市出身。
- ポジションはウィング(WTB)、センター(CTB)、フルバック(FB)。
- 身長 176cm、体重 85kg
- 父の清人も元ラグビー選手（三洋電機）で弟の気もラグビー選手[1]。

## 略歴
高校からラグビーを始めた。
2012年、尾道高校卒業後、早稲田大学に入る。なお尾道高校時代、高校日本代表候補に選ばれたことがある。　
2016年、早稲田大学卒業後、住友商事に入社。2年後退社して、A.Uブロンコスを経て、2021年、清水建設江東ブルーシャークスに加入。
2022年、清水建設江東ブルーシャークスを退団した。
2023年、クイーンズランド大学ラグビークラブに加入。